# 清水啓典
清水 啓典（しみず よしのり、1948年 - ）は、日本の経済学者。専門分野は経済理論、財政学・金融論。商学博士（一橋大学）。

## 経歴
1948年、広島県尾道市生まれ。1970年、一橋大学商学部卒業。1974年、一橋大学大学院経済学研究科修士課程修了。宮澤健一に師事した。1977年、一橋大学大学院経済学研究科博士課程単位取得満期退学。在学中、シカゴ大学に留学し、ミルトン・フリードマンに師事した。
1977年、一橋大学商学部専任講師、1981年、同助教授。1986年、シカゴ大学 経済学部客員研究員。1989年、一橋大学商学部教授。1996年、ロンドン・スクール・オブ・エコノミクス客員研究員。1996年、ハーバード大学経済学部客員研究員。2000年、シカゴ大学ビジネススクール客員研究員。2000年、一橋大学大学院商学研究科教授、商学部長・商学研究科長。2003年、一橋大学副学長。2011年、一橋大学定年退職、一橋大学大学院商学研究科特任教授、一橋大学名誉教授。2012年、日清紡ホールディングス取締役、東京センチュリーリース取締役。
学外では、2004年から日本金融学会会長を務めた。伊藤隆敏、林文夫、伊藤元重らとともに、日本の金融システム再建のための緊急提言を行うなど、様々な提言を行っている。
清水ゼミ出身者に、国定勇人、小西大、佐々木百合、長田健などがいる。シカゴ大学時代の同級生に、野村ホールディングス会長などを務めた氏家純一がいる。

## 著書

### 自著
- 『マクロ経済学の進歩と金融政策』有斐閣、1997年

### 共著
- 『現代日本の金融政策」東洋経済新報社、1992年（共著）
- 『日本の金融経済」有斐閣、1995年（共著）
- 『日本の金融危機～米国の経験と日本への教訓』東洋経済新報社、2001年（監訳・著）